# Eulalia tenax
Eulalia tenax är en ringmaskart. Eulalia tenax ingår i släktet Eulalia och familjen Phyllodocidae.
Artens utbredningsområde är Röda havet. Inga underarter finns listade i Catalogue of Life.